# Acidaliodes atripuncta
Acidaliodes atripuncta là một loài bướm đêm trong họ Noctuidae.